# 王玉雲
王玉雲（1925年3月22日—2009年8月17日），臺灣企業家、政治人物，高雄茄萣人。曾任高雄市議員、議長、高雄市市長，後出任臺肥董事長、總統府國策顧問、總統府資政，號稱「國民黨南霸天」。
在陳菊之前，王玉雲以八年四個月成為歷任高雄市市長中任期最長的一位。

## 早年經歷
王玉雲生於1925年（大正十四年）茄萣的漁村，時值日治時代。父親以捕魚為業，家中有兄弟五人，分別是王玉雲、王玉發、王慶順、王慶禾與王玉珍。
王玉雲於13、14歲時遠離鄉里到高雄發展，早年曾於左營日本海軍設施充當小工。戰後投入警界，由「一毛一」刑警做起，在公務餘暇時兼做小本五金買賣。而後經營拆船、銅鐵、輪胎等行業。

## 踏入政壇

### 市議員及副議長
1958年高雄市第四屆省轄市議員選舉，王玉雲以「無黨無派」為號召，投入鹽埕區選區選舉。並與省議員李源棧互相拉抬，最後一舉當選。:22在議會中，王玉雲以「小鋼砲」（郭國基號稱「大砲」）之稱直言，嶄露鋒芒。:221961年第五屆副議長選舉，王玉雲以黨外的身分對上國民黨提名的吳鐘靈，最後兩人都以十八票同票，抽籤結果由王玉雲當選。
王玉雲在副議長任內加入國民黨，第六屆議會便由副扶正當上議長。

### 高雄市長
議長卸任後，王玉雲轉任國民黨市黨部副主任委員及省政府參議等職，並前往日本「留學」產能短大，取得市長競選的資格。:23在國民黨內提名方面，再度擊敗吳鐘靈獲得國民黨提名。:1351973年王玉雲獲國民黨提名競選高雄市第七屆省轄市市長選舉，對上已離開國民黨的前市長謝掙強。
本屆選戰中，王玉雲以面對強敵應對。並不惜一切花費，只要與他競選有關的開銷都可以報帳，有歌藝團來高慰問中，在晚會中幫王玉雲宣傳，唱了那首〈我們為什麼要選王玉雲〉的宣傳歌後，此後該團體來高的活動，王玉雲競選總部即代為安排一切。:108只要為王玉雲宣傳的，他的競選總部都可以代為付款。選舉過後，王玉雲的拆船公司，賣掉了兩艘萬噸以上的廢輪，這兩艘廢船的收入，王玉雲承認剛好作為他的競選費用，依當時市價而言，兩艘廢船所賺約在四千萬元左右。:108最後王玉雲擊敗謝掙強當選市長。
1977年，王玉雲競選第八屆省轄市高雄市長選舉，對上黨外提名的國大代表洪照男。面對9月才到高雄的洪照男，原本外界認為兩人實力懸殊。然而在十天的競選活動中，洪照男聲勢卻扶搖直上。:204在選戰中，王玉雲的學歷問題再被洪照男拿來討論，批評王玉雲僅讀到小學四年級，沒有讀初、高中，哪來的日本短期大學畢業。:236王玉雲在記者會中稱他小時家裡無法提供讀書，所以才在後來作生意賺錢後半工半讀完成。到日本讀大學時因功課不好被退學，然而他再堅持下去最終畢業。並稱日本產業能率短期大學的文憑是獲教育部認可的。:236
王玉雲更受到趙善標及趙綉娃父女的緊咬，指控王玉雲包庇胞弟王慶禾炒地皮，一度迫使王玉雲「斬雞頭咒誓」來澄清。最終在上屆選舉中以二十多萬票大敗謝掙強的十萬票的王玉雲，本屆只以二十三萬多票小勝洪照男的十九萬票。選後高陽喬在《臺灣時報》所發的〈雨過天青論市長選戰〉一文即指出，若非國民黨市黨部分給他鐵票（包括軍眷、黨員、公教票），單以「民票」，則王玉雲是否能贏此仗仍不無問題。:244-245
1979年高雄市升格為直轄市，當年北高直轄市長並不採用直選，而是當時的總統蔣經國任命他為首任升格後的直轄市市長。

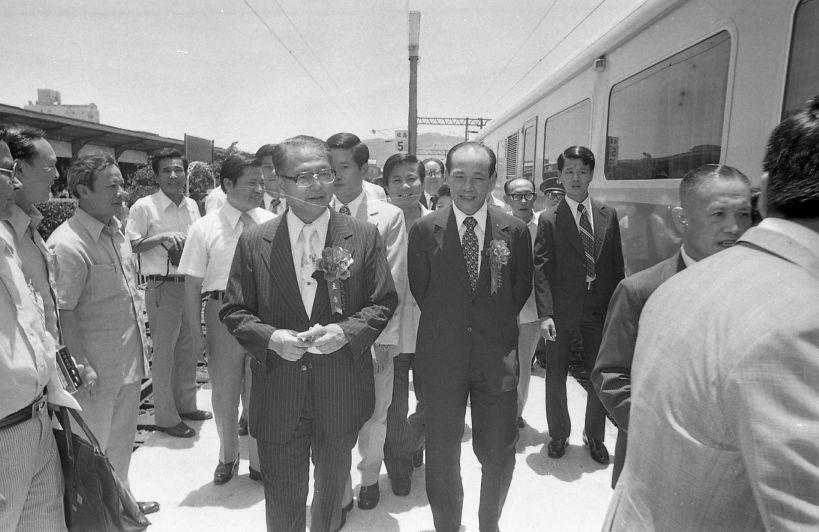
1979年7月1日時任高雄市長王玉雲(右)與臺灣省主席林洋港(左)出席臺灣西部幹線鐵路電氣化通車典禮

在市長任內，王玉雲在八年內就主辦了十九期市地重劃，在王玉雲前四任市長共僅辦了五期。被視為對高雄市發展，有不可抹滅的功勞。在高雄市興建完成許多寬敞道路、大型休閒場域與文化場館，促進市區現代化發展。為高雄市道路發展奠定基礎，使現今高雄市區擁有寬廣馬路及人行道。王玉雲任內完成雨水下水道系統，解決市區逢雨淹水的問題。並且辦理市政府後方的重劃區，使府北地區由流鶯亂飛、龍蛇雜處的風化區，轉為乾淨、整齊的商業地段。
然而「中華市場弊案」及「四大工程弊案」也打擊王玉雲的聲望，甚至導致其差點入獄。除此之外，王玉雲在市政上遭批評的亦有公共設施保留地減半使用、獎勵民間投資工程失敗，在西子灣動物園問題上建而復廢，最後又改在萬壽山東麓設置動物園，計劃花費八至十億元，導致前後投入十億以上的經費。

### 卸任後
1981年6月，王玉雲在高雄市長任內被調任臺灣肥料公司董事長，在任內整頓臺肥起死回生。受到高層欣賞，又出任國營會副主委。
然而在臺北多年，王玉雲感到失去高雄的政治養分，家族企業也岌岌可危。1986年，王玉雲曾有意參選立委，進而問鼎立法院副院長，但遭到勸退。雖然層峰加聘他為總統府國策顧問，王玉雲仍於1987年回到高雄市，兒子王志雄、王世雄則分別經營。王玉雲亦扶植了自己的弟弟王玉珍進入政壇。1989年第六次增額立委選舉，長子王志雄在高雄市北區（第一選區）參選立法委員，次子王世雄（無黨籍）參選漁民團體立委。選舉結果，王志雄與王世雄兩兄弟同時當選立委，轟動一時。
1989年10月22日，美麗島事件受刑人黃信介南下高雄。時任國策顧問的王玉雲特地到小港機場迎接，表達轉圜與受刑人宿怨。王玉雲向記者表示，當年身為市長坐鎮指揮，其實無權，稱實際掌權者是南部地區警備司令常持琇。:185
1994年首屆直轄市高雄市長選舉，王玉雲擔任國民黨高雄市長候選人吳敦義競選總部主任委員，結果吳敦義當選。
1998年7月1日，參選第二屆直轄市高雄市長選舉的民進黨候選人謝長廷拜訪時任總統府資政的王玉雲。王玉雲當著謝長廷的面，批評吳敦義過河拆橋，並建議謝長廷「不要玩弄權謀，做人要講情義」，被視為意有所指。

## 從商經歷
- 王玉雲在1950年代初以鋼鐵起家，與弟王玉發於1956年創設華榮銅鐵工業公司，陸續成立第一銅鐵、台灣拆船、瑞發鋼鐵。
- 1987年後，再將華榮銅鐵工業更名為華榮電線電纜後，於隔年7月將其上市(1608-TW)；1989年再將第一銅鐵上市(2009-TW)。
- 90年代後，王氏家族擴大經營範圍：在製造業方面，成立了華成光電、聯銘不銹鋼廠等；在金融證券方面，創立中興銀行(2846-TW)，王玉雲任董事長，長子王志雄任副董事長。

## 中興銀超貸弊案
2000年中興銀弊案爆發，總經理王宣仁涉及與中興銀行董事長王玉雲、副董王志雄共同掏空該行一百多億元超貸弊案。2007年4月間，王玉雲被依背信罪，判刑7年、褫奪公權5年定讞，之後潛逃中國大陸；王志雄及王宣仁也因此案而潛逃大陸。王宣仁於2008年3月初被大陸公安機關逮捕並遣返回台灣，已經發監執刑。王志雄經調查局透過經濟犯罪偵查局協助，2012年10月12日押解返台灣歸案。而落網後王志雄自稱王玉雲3年前客死中國大陸。

## 潛逃後
王玉雲潛逃中國大陸後，曾隱居杭州、上海、北京，低調不與外界連繫，連昔日政壇友人都不見。雖潛逃大陸免於身陷囹圄，但昔日叱吒政商的南霸天淪為經濟逃犯，令他終日鬱鬱寡歡，健康狀況因而江河日下，飽受癌症、心臟病、高血壓、糖尿病及帶狀疱疹等病症所苦，又傷其脊椎，常須用轉輪式按摩機按摩脊椎來減輕全身痛楚。逃亡大陸兩年，大半時間都進出醫院，終至病逝北京。

## 家族
- 王玉雲有兩名妹妹、四名兄弟，四個兒子及四名女人，他的婚姻及家族間的互動，外人也難窺全貌 [15]。長子王志雄曾任立法委員，涉及中興銀超貸案，潛逃中國大陸十餘年後返回台灣投案。次子王世雄也曾擔任立法委員，曾因欠稅被管收。二房次子王俊雄曾經代表新黨參選立委，現在北京經營通訊業。三姨太林秋玉與前夫所生的二位兒子張閔堭、張閔豪目前在經營杭州凱悅酒店 [16] 。弟王玉珍曾任監察委員 [17] 。
- 王玉雲有一內弟李江林，於1980年7月29日凌晨在洛杉磯住宅被炸身亡。[18] 。美麗島事件發生後，時任高雄市長的王玉雲被視為海外台獨運動鎖定的目標。後經美國聯邦調查局認定是「臺獨運動份子」（Taiwan Independence Movement）所為。[19]:212

## 其他
- 1961年高雄市議會第五屆副議長選舉中，王玉雲與吳鐘靈爭取副議長職位，在同票下以抽籤決定。結果王玉雲抽中副議長，從此在政壇一帆風順。吳鐘靈則屈居議員，日後只到副議長為止。第七屆高雄市長選舉國民黨內提名時，王玉雲再度與吳鐘靈相爭，吳鐘靈又告敗北。從此，吳鐘靈退隱山林，並發誓只要王玉雲當市長一天，他就一天也不會走上高雄市政府大門。兩人形同水火，王玉雲之後也一直將吳鐘靈視為最大政敵。[4]:135
- 1973年第七屆高雄市長選舉結束後，謝掙強曾控告王玉雲偽造學歷。在法庭上，謝掙強公然表示，如果王玉雲能從頭到尾將26個英文字母寫完，他就不姓謝、改姓王。[5]:236一時成為趣談。[2]:4由於王玉雲屬於基層苦鬥出身，最忌別人揭其學歷問題，從此與謝掙強反目成仇、互不往來，就連謝掙強喪妻時也未去弔唁。[4]:136
- 針對王玉雲的學歷，前國民黨高雄市黨部主委季履科曾評「學歷是真的，讀書是假的」，指王玉雲拿到的文憑是千真萬確，而讀書只是在日本與臺灣之間來來去去、「有點力不從心」。[5]:236
- 1990年二月政爭期間，王玉雲為當時受「非主流派」推舉的林洋港重要民間資訊來源之一。在關鍵的兩天當中，王玉雲捎來南部的民情，王玉雲對林洋港表示：「我個人絕對支持你，但南部的工商界人士罵你是臺奸。」後來在蔡鴻文見林洋港時，林問蔡：「真有那麼嚴重嗎？」蔡說：「他這樣講算是客氣的了。」一向不肯「逆勢運作」的林洋港至此下了決心要退出。[20]
- 2019年3月5日，時任國民黨主席的吳敦義在《台灣蘋果日報》專訪稱，1994年他當選民選高雄市長後婉拒某家族的兒子當副市長，該位家族的大老就舉行記者會批評他是「白賊義」；若是他答應了副市長的人事案，他不會在1998年高雄市長選舉時受到該家族9位市議員反制，輸了4千多票[21]。吳敦義此言被外界視為暗指王玉雲。王玉雲次子王世雄於3月6日下午舉行記者會反駁，稱「白賊義」稱號的由來是當時民進黨高雄市議員黃昭星和郭玟成在市政聯合質詢時對吳提出的批判，會後友人告知王玉雲，當時王玉雲認為這很符合社會一般對吳的風評，「他(王玉雲)只是附議而已，他並沒有提到吳敦義是『白賊義』這三個字」。王世雄表示，「白賊義」三字不是一個人說了就算，一個正直老實的人是不會讓人家封上「白賊義」封號的，「名字可以取錯，綽號不會錯」。對於吳敦義指王家掏空中興銀行的說法，王世雄表示，當時王玉雲擔任董事長，但依照《銀行法》規定王家沒有辦法在中興銀行借一毛錢。至於中興銀行虧損的原因，王世雄表示，是1999年金融風暴中興銀行借給企業的錢收不回來，中央存保接管後把中興銀行持有的擔保品以一成五的價格賤賣掉，才會造成中興銀行虧損。王世雄強調，王家沒有在中興銀行收取回扣或掏空中興銀行，否則早就被起訴了。[22]

## 相關連結
- 升格後首任高雄市議會議長陳田錨

| 中華民國政府職務     | 中華民國政府職務                                        | 中華民國政府職務           |
| -------------------- | ------------------------------------------------------- | -------------------------- |
| 高雄市政府（省轄市） |                                                         |                            |
| 前任： 楊金虎        | 高雄市市長 第七、八屆 1973年2月1日－1979年7月1日        | 末 任 （高雄市升格直轄市） |
| 高雄市政府（直轄市） |                                                         |                            |
| 首 任                | 高雄市市長 行政院官派第一任 1979年7月1日－1981年6月21日 | 繼任： 楊金欉              |